# ICarly: iGo to Japan
iCarly: iGo to Japan, ook wel Konnichiwa Carly genoemd in Canada, is de eerste televisiefilm van Nickelodeons televisieserie iCarly. De première was op 8 november 2008, in Nederland werd de film op 21 maart 2009 voor het eerst uitgezonden. De hoofdrolspelers zijn Miranda Cosgrove, Jennette McCurdy, Nathan Kress en Jerry Trainor. Deze film is de eerste film gebaseerd op de serie iCarly, duurt 71 minuten en is geregisseerd door Steve Hoefer.

## Verhaal
Het productieteam gaat samen met Spencer en Mrs. Benson naar Japan, nadat iCarly genomineerd is voor de iWeb Awards. Ze vliegen in een vrachtvliegtuig, dat geen toilet heeft en nogal gevaarlijk vliegt. Het vliegtuig landt pas in Korea, dus moeten ze skydiven boven Japan. Als ze bij het hotel zijn ingecheckt, ontmoeten ze de volgende dag Kyoko & Yuki, de sterren van een concurrerende webshow. Kyoko & Yuki geven Spencer en Marissa Benson gratis toegang voor een massagebehandeling, en nemen de kinderen mee naar het winkelcentrum.
Hoe aardig ze ook lijken, Kyoko & Yuki laten de kinderen, één uur voor aanvang van de show, alleen op een verlaten plek in Japan. Dankzij een microchip in het hoofd van Freddie vinden Spencer en Marissa Benson de kinderen. Wanneer ze bij de show arriveren is deze al een tijdje bezig. Ze worden niet doorgelaten door de beveiliging, maar door een truc van Marissa komen de vier anderen toch binnen. Als de beveiliging ze opspoort, worden ze opgesloten in een kamer. Freddie vindt het kabelsysteem van het achtergrondscherm van de show, en sluit deze aan op zijn camera. Als Freddie filmt hoe Sam en Carly de beveiligingsbeambte, door middel van gebaren, proberen uit te leggen waarom ze hier zijn, vindt het publiek dit hilarisch. Als de manager van de show de kinderen vindt, worden ze naar het podium gebracht en winnen ze de show door hun optreden tegen de beveiliger.

## Rolverdeling
| Acteur                | Personage        |
| --------------------- | ---------------- |
| Miranda Cosgrove      | Carly Shay       |
| Jennette McCurdy      | Sam Puckett      |
| Nathan Kress          | Freddie Benson   |
| Jerry Trainor         | Spencer Shay     |
| Mary Scheer           | Marissa Benson   |
| Ally Matsumura        | Kyoko            |
| Harry Shum jr.        | Yuki             |
| Michael Butler Murray | Theodore Wilkins |
| Good Charlotte        | Henzelf          |

## Kijkers
| Zender      | Datum            | Aantal kijkers |
| ----------- | ---------------- | -------------- |
| Nickelodeon | 8 november 2008  | 7,83 miljoen   |
| YTV         | 21 november 2008 | 0,32 miljoen   |